# Xã Pastoria, Quận Jefferson, Arkansas
Xã Pastoria (tiếng Anh: Pastoria Township) là một xã thuộc quận Jefferson, tiểu bang Arkansas, Hoa Kỳ. Năm 2010, dân số của xã này là 168 người.